# BEL 20

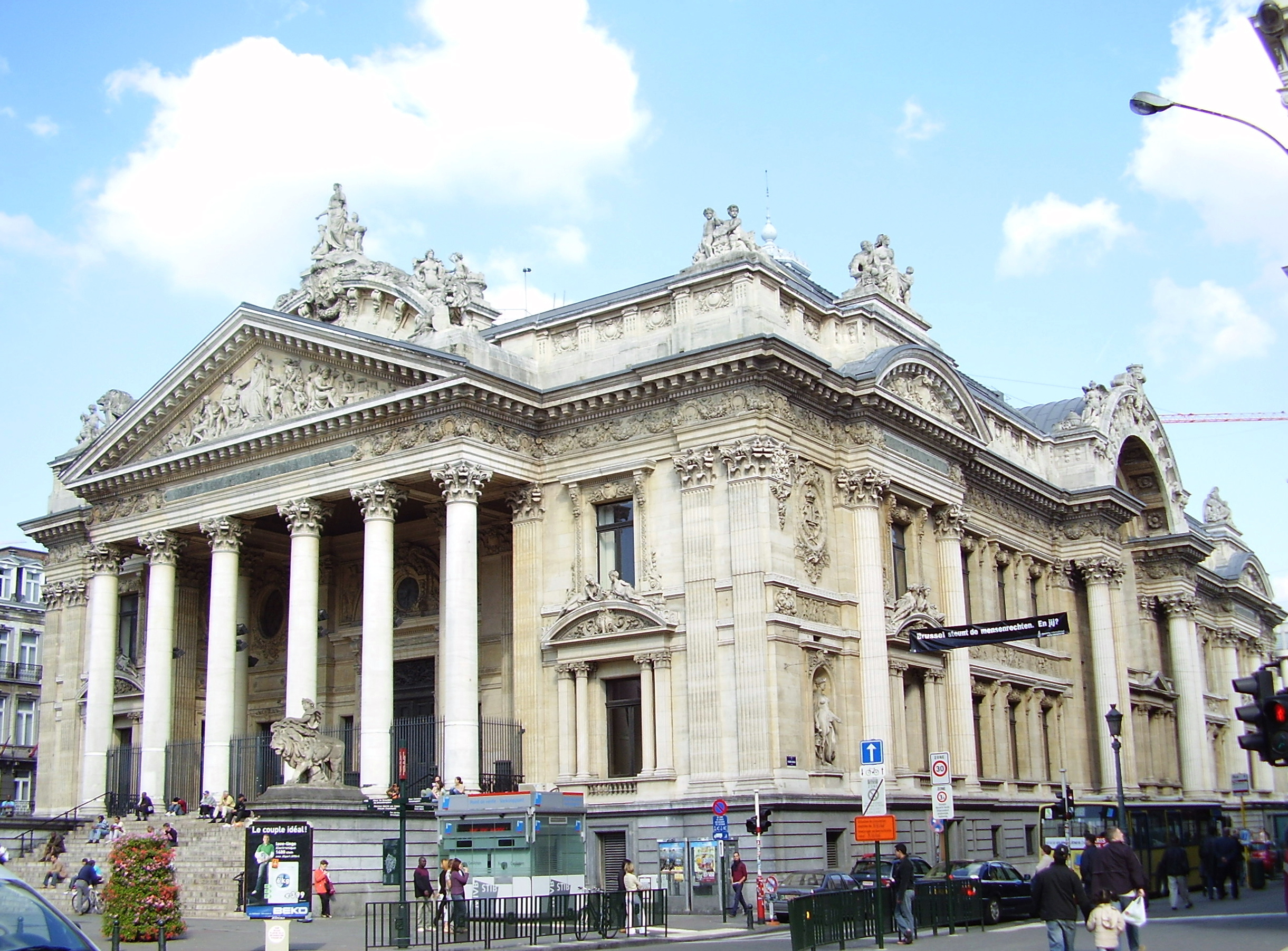
Beurs van Brussel

De BEL 20 is de leidende aandelenindex voor Euronext Brussel.

## Samenstelling
De aandelenindex bestaat uit maximaal 20 aandelen die gekozen worden door de marktautoriteiten van Euronext Brussel, op basis van een aantal criteria. Eerst en vooral dienen ze een voldoende hoge totale marktkapitalisatie te bezitten. Daarna worden de aandelen gerangschikt volgens hun vrije marktkapitalisatie. Bij de weging wordt een bedrijf afgekapt op een maximale bijdrage van 12% aan de BEL 20. Vervolgens worden naast de marktkapitalisatie ook nog andere criteria zoals de liquiditeit en de verhandelbaarheid in aanmerking genomen.
Opgemerkt moet worden dat het aantal componenten van de index (20) lager is dan de algemeen aanvaarde minimale steekproefomvang van 30 die vereist is om statistische significantie te bereiken.
De BEL 20 is van start gegaan op 18 maart 1991, maar de berekening van de index vindt plaats sinds 30 december 1990.
De index wordt jaarlijks in maart aangepast, en er dient steeds een reservelijst (van 2 bedrijven) voorradig te zijn, om op elk moment een aandeel - dat bijvoorbeeld door een overname van de beurs verdwijnt - te kunnen vervangen. Verder kan de index op kwartaalbasis worden gewijzigd. De veranderingen gaan altijd in op de derde vrijdag van maart, juni, september en december.

## Bedrijven in index
Per 31 december 2019 had de banksector het grootste aandeel in de index, ruim 20%. De belangrijke banken in de index zijn KBC en ING Groep die ook allebei tot de top drie van grootste aandelen in de index behoren. De gezondheidszorg is met zo'n 17% de tweede sector gevolgd door de chemie met zo'n 12%.
Nyrstar viel in 2013 weg uit de BEL 20. In maart 2014 nam bpost de plaats in van biotechbedrijf ThromboGenics dat slechts een jaar in de index stond. Vanaf 20 maart 2017 moesten Ahold Delhaize en Elia plaats ruimen voor Aperam en Sofina. In 2019 werd bpost weer vervangen door Barco, een technologiebedrijf gespecialiseerd in visualisatie- en samenwerkingsoplossingen. Warehouses De Pauw verving in dat jaar Engie, dat niet voldoende Belgisch personeel had. Vanaf de zomer 2018 bepaalt het indexreglement dat minstens 15% van het personeel in België werkzaam moet zijn wil er plaats zijn in de index.
Vanaf maart 2024 bestaat de index uit de volgende bedrijven:
- AB Inbev - brouwerij
- Ackermans & van Haaren - holding
- Aedifica - vastgoed
- Ageas - verzekeringen
- Argen-X - chemie en farma
- Azelis Group [en] - voedingsmiddelen en chemicaliën
- Cofinimmo - vastgoed
- D'Ieteren - automobielen
- Elia - netbeheer
- Galapagos - chemie en farma
- GBL - holding
- KBC - financiën
- Lotus Bakeries - voedingsmiddelen
- Melexis - sensoren en aandrijvingselementen
- Sofina - holding
- Solvay - chemie
- Syensqo [en] - chemicaliën
- UCB - chemie en farma
- Umicore - non-ferro
- Warehouses De Pauw - vastgoed

## Koersverloop
| Jaar | Stand per jaareinde | Evolutie (in punten) | Evolutie (in %) |
| ---- | ------------------- | -------------------- | --------------- |
| 1990 | 1000,00             |                      |                 |
| 1995 | 1559,63             |                      |                 |
| 2000 | 3024,49             |                      |                 |
| 2001 | 2782,01             | −242,48              | −8,0            |
| 2002 | 2025,04             | −756,97              | −27,2           |
| 2003 | 2244,18             | 219,14               | 10,8            |
| 2004 | 2932,62             | 688,44               | 30,7            |
| 2005 | 3549,25             | 616,63               | 21,0            |
| 2006 | 4288,53             | 739,28               | 20,8            |
| 2007 | 4127,47             | −161,06              | −3,8            |
| 2008 | 1908,64             | −2218,83             | −53,8           |
| 2009 | 2511,62             | 602,98               | 31,6            |
| 2010 | 2578,60             | 66,98                | 2,7             |
| 2011 | 2083,42             | −495,18              | −19,2           |
| 2012 | 2475,81             | 392,39               | 18,8            |
| 2013 | 2923,82             | 448,01               | 18,1            |
| 2014 | 3285,26             | 361,44               | 12,4            |
| 2015 | 3700,30             | 415,04               | 12,6            |
| 2016 | 3606,36             | −93,94               | −2,5            |
| 2017 | 3977,88             | 371,52               | 10,3            |
| 2018 | 3243,63             | −734,25              | −18,5           |
| 2019 | 3955,83             | 712,20               | 22,0            |
| 2020 | 3621,28             | −334,55              | −8,5            |
| 2021 | 4310,15             | 688,87               | 19,0            |
| 2022 | 3701,07             | −608,98              | −14,1           |
| 2023 | 3707,77             | 6,6                  | 0,2             |
| 2024 | 4264,53             | 556,76               | 14,9            |

AB InBev ·
Ackermans & van Haaren ·
Aedifica ·
Ageas ·
Argenx ·
Azelis ·
Cofinimmo ·
D'Ieteren ·
Elia ·
GBL ·
KBC ·
Lotus Bakeries ·
Melexis ·
Montea ·
Sofina ·
Solvay ·
Syensqo ·
UCB ·
Umicore ·
WDP
 AEX ·  ATX ·  BEL 20 ·  BET-20 ·  BIRS ·  BIST 100 ·  BUX ·  CAC 40 ·  CROBEX ·  DAX ·  FTSE 100 ·  FTSE MIB ·  IBEX ·  Iceland 15 ·  ISEQ ·  LuxX ·  OMX Copenhagen 20 ·  OMX Helsinki 25 ·  OMX Stockholm 30 ·  OBX ·  PSI ·  PX Index ·  SAX ·  SMI ·  WIG 20